# Haworthia coarctata
Haworthia coarctata är en grästrädsväxtart som beskrevs av Adrian Hardy Haworth. Haworthia coarctata ingår i släktet Haworthia och familjen grästrädsväxter.

## Underarter
Arten delas in i följande underarter:
- H. c. greenii
- H. c. adelaidensis
- H. c. coarctata
- H. c. tenuis

## Bildgalleri

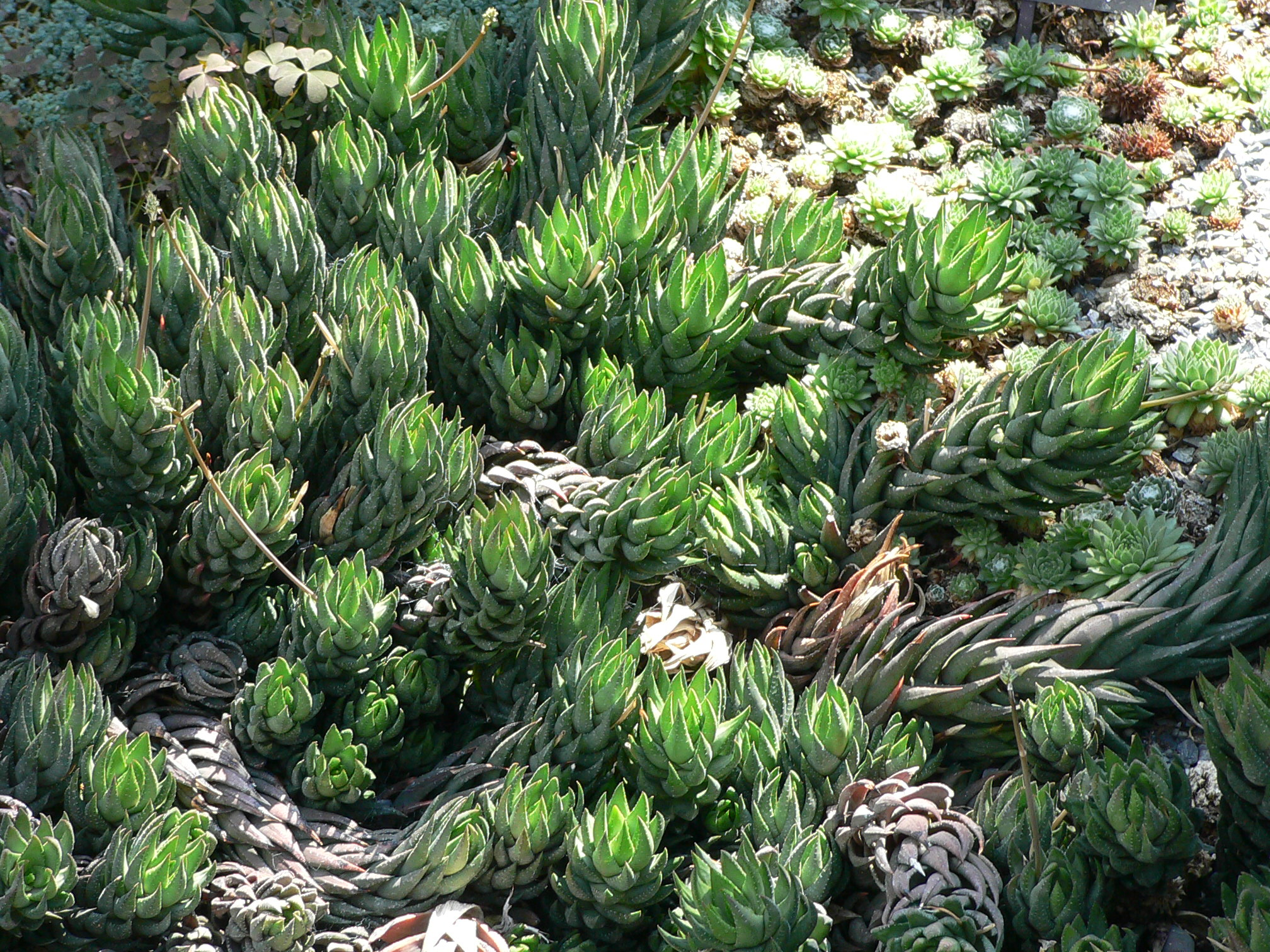
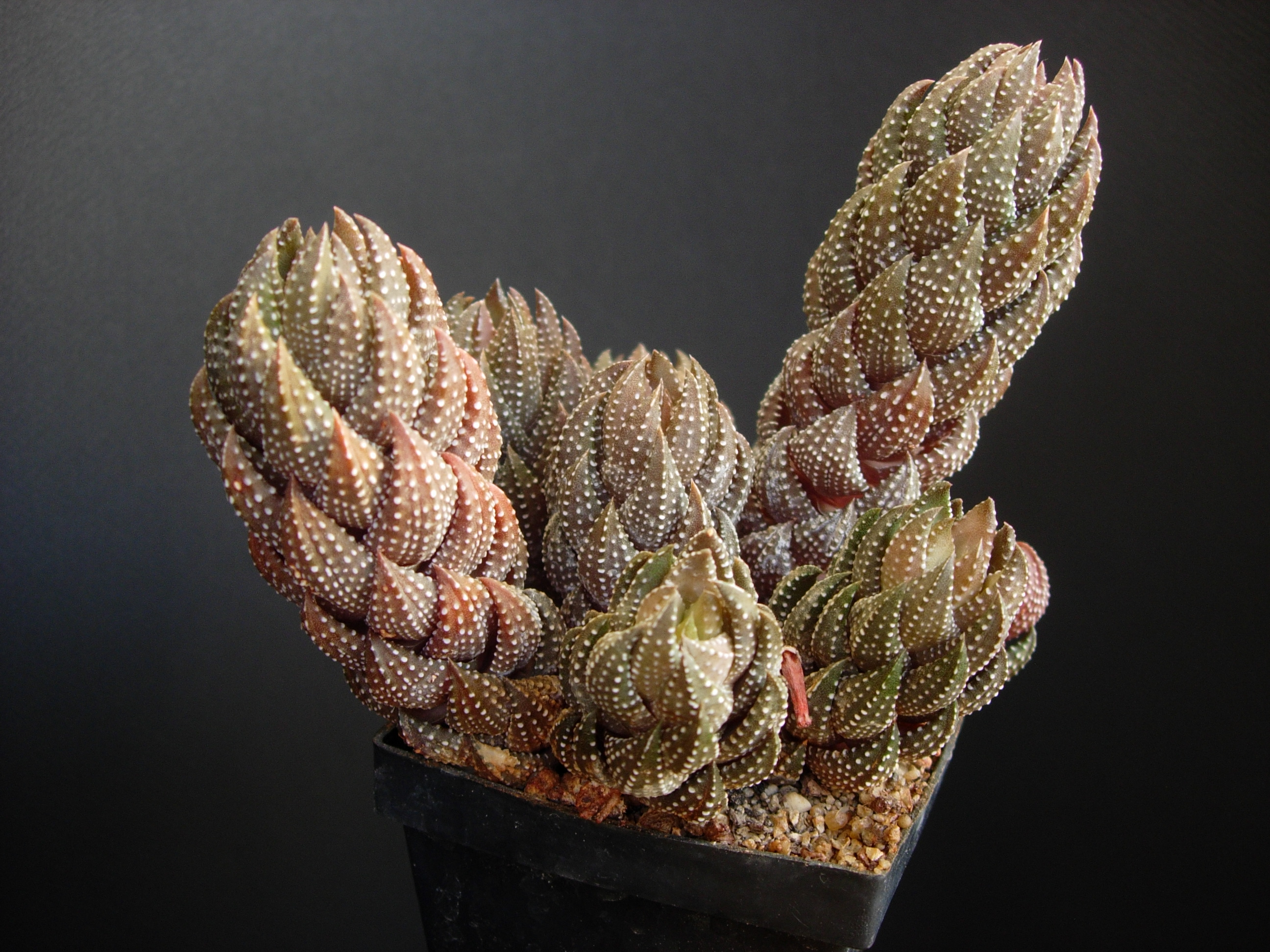
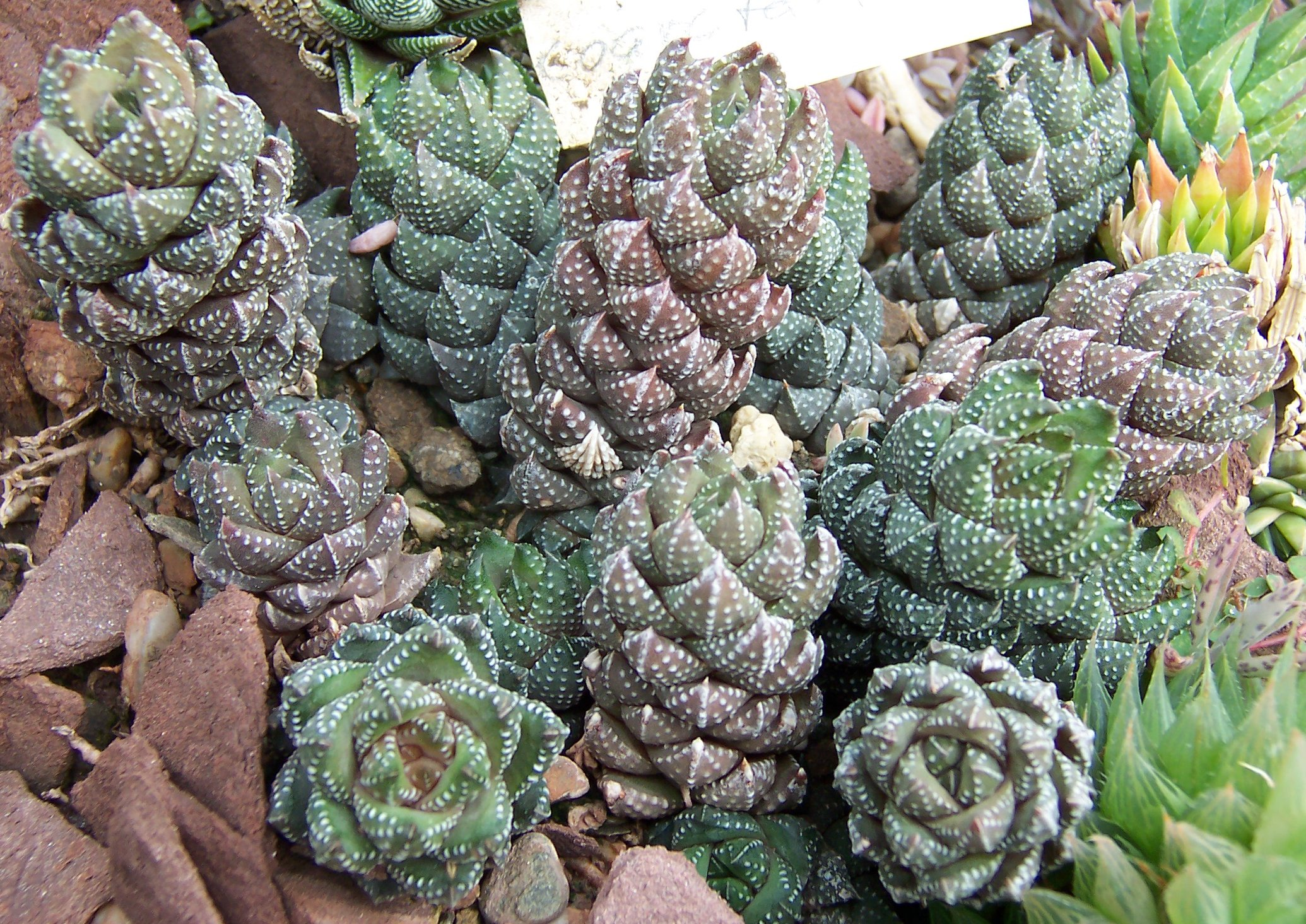
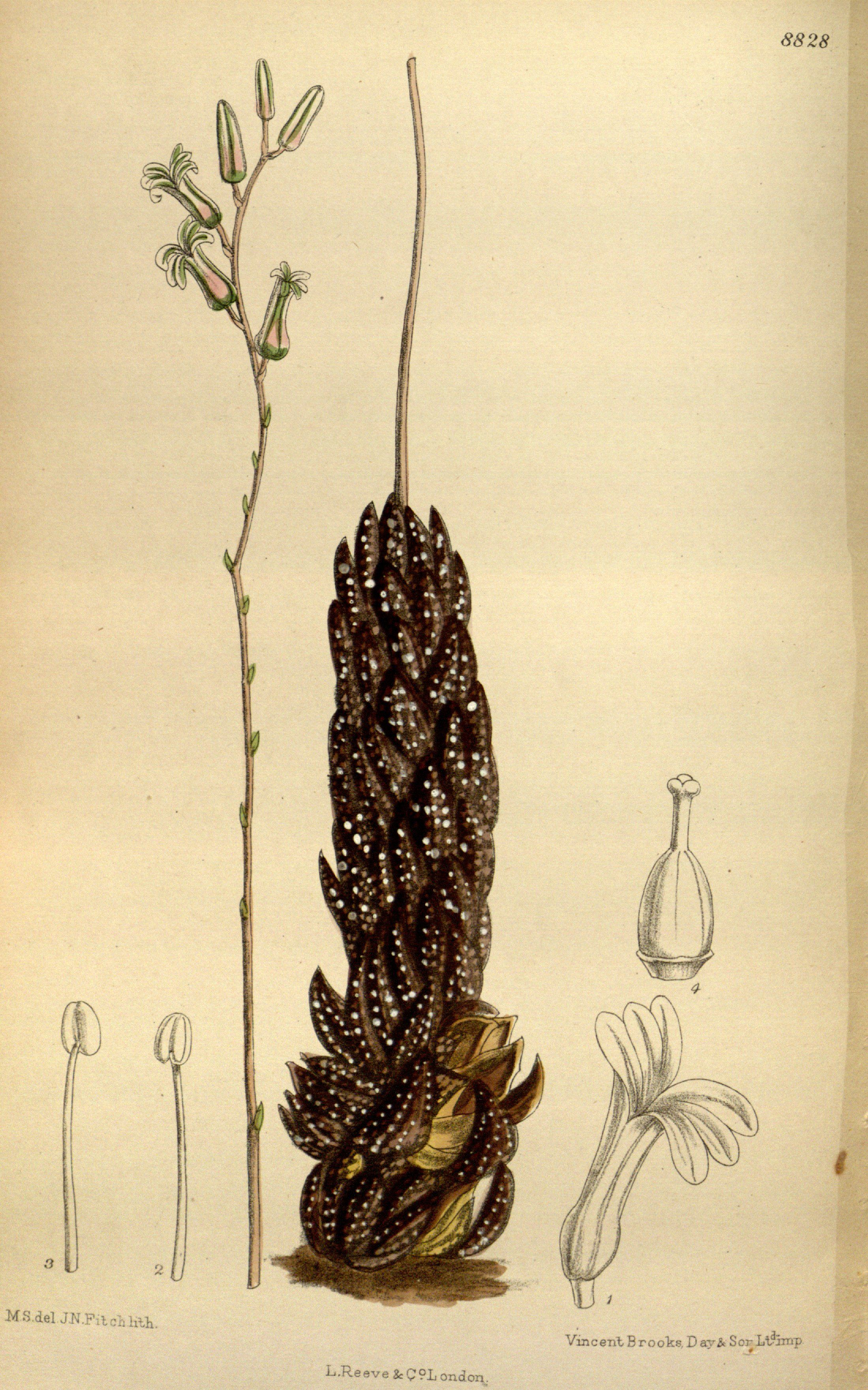
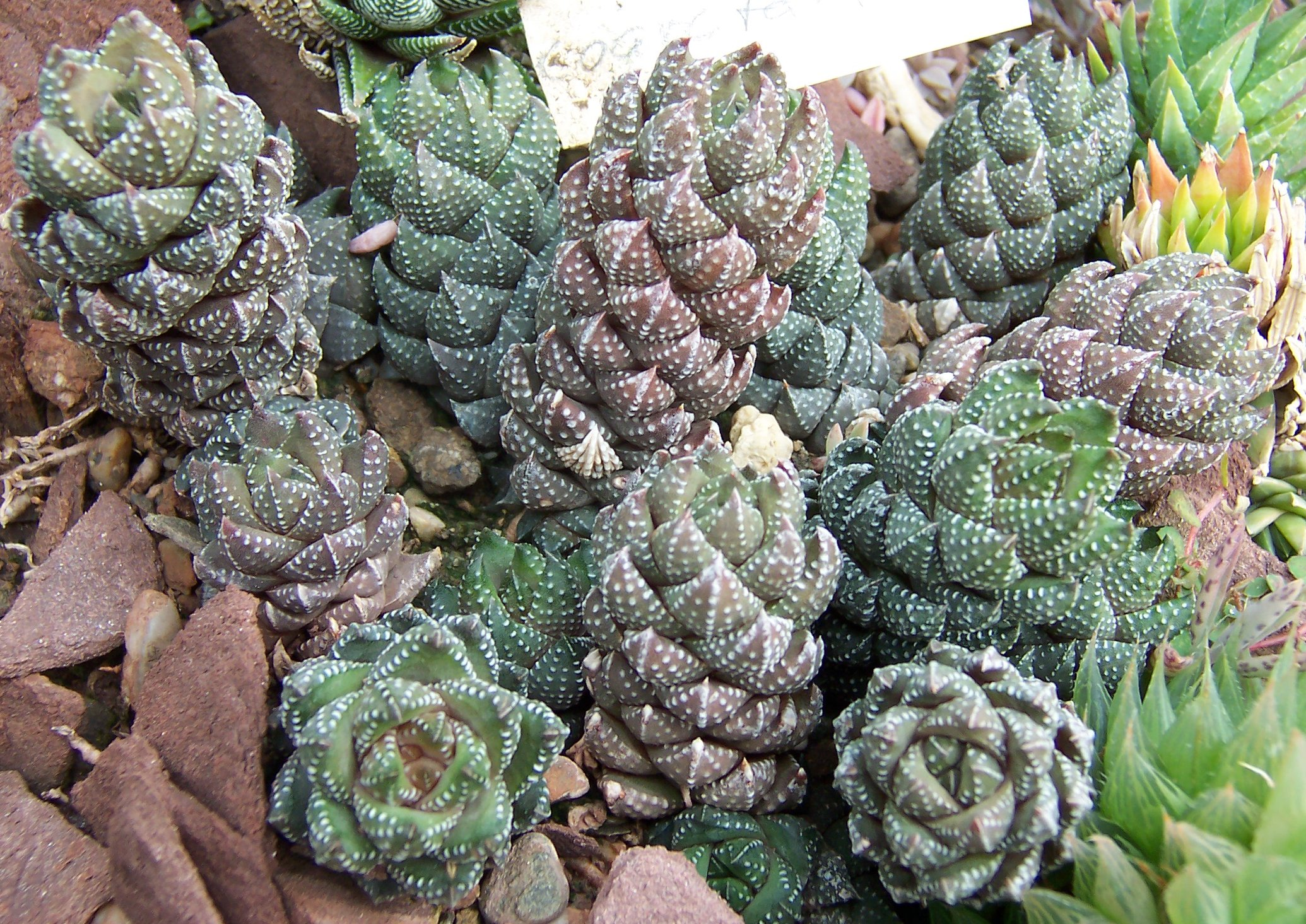
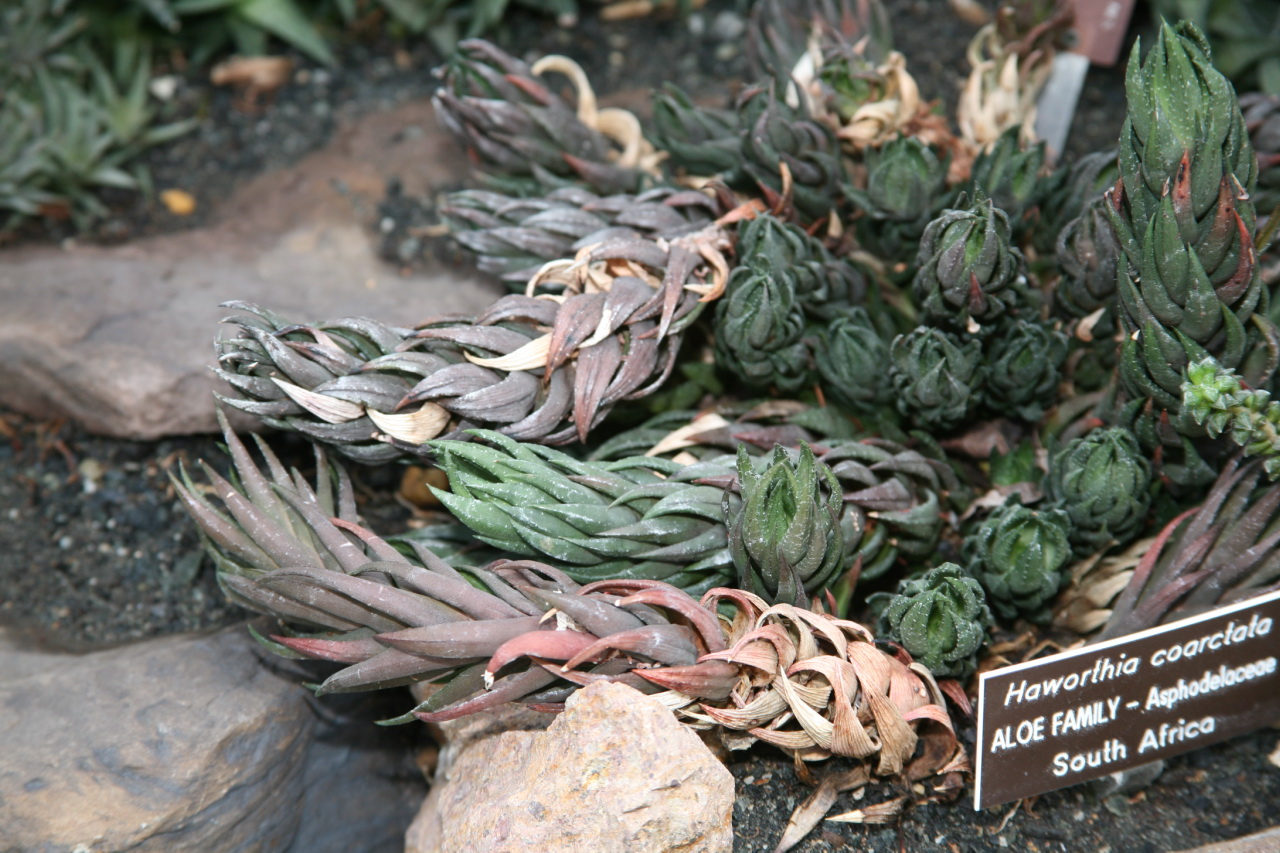